# Crow Indijanci
Crow (pl. Crows; Absaroka, Vrane). –Prerijsko pleme Siouan Indijanaca s rijeke Yellowstone i njenih pritoka, danas na rezervatu Crow u Motani. Vrane su porijeklom od Hidatsa ili Velikog Trbuha Missourija, od kojih su se odvojili negdje između 1400. do 1500. pod imenom Absaroka, odnosno Absároke, u značenju ‘ bird-people’ ili 'crow-, sparrowhak-people’.  Rana populacija (1780.) iznosila je 4,000; u novije vrijeme 7,000 (1977.).

## Ime
Crow ili Vrana Indijanci sami sebe nazivaju Absároke, imenom koji označava ‘narod vrana’ ili ‘ptičji narod’, 'bird-people', 'crow-people', ili jednostavno 'crow', što je engleski prijevod njihovog imena. Francuzi ih također nazivaju svojim prijevodom  'gens des corbeaux’. Hidatsa naziv Kihnatsa "they who refused the paunch", odnosi se na njihovu separaciju od plemena Gros Ventre of the Missouri, ili Velikog Trbuha Prerije.Oni se ipak najčešće nazivaju Vranama i u drugim indijanskim jezicima, pa su im i sami matični Hidatse preveli njihovo separatističko ime s Par-is-ca-oh-pan-ga, ili ‚ crow people.  Isto značenje ‚crow people’ imaju nazivi Cheyenne Indijanaca O-e'-tun'-i-o, kao i Arapaho naziv Hounena, naprosto ‚crow men’.  Ne baš njima u susjedstvu, ime ‚crow’ dali su im Wyandoti koje su u njihovom jeziku kaže Yax kqa'-a. Crow Indijanci poznati su po svom običaju nošenja vrlo duge kose, ovaj podatak sačuvan je u imenu Long-haired Indians koje im je dao Sanford (1819).  Susjedna plemena s kojima su Vrane dolazili u kontakt bijahu Mandan koji su ih nazivali Hahderuka, ima vjerojatno isto značenje kao i jedan od Hidatsa naziva Haideroka. Prerijski Siksika nazivaše ih Issappo', a Indijanci Yankton Kangitoka. Zapadna Salishan plemena također ih poznaju, to su Okanagan, koji ih zovu Stimk; Flathead kao Stémtchi i Kalispel Stémchi.

## Bande
Odvojivši se od matičnih Hidatsa, Crowi se upućuju u područje rijeke Yellowstone. Podijeliše se ovdje na nekoliko skupina koja po geografskim lokacijama dobiše nazive River Crows (Dung-On-The-River-Banks) i Mountain Crows. River Crows naseliše teritorij duž rijeka Musselshell i Yellowstone, to je područje južno od Missourija. Njih su prozvali i Minë'sepëre, ili Black Lodges. Mountain Crows naseliše Upper Yellowstone i planine Bighorn. Ovi se ustvari razdvojiše na dvije bande, jedna je Erarapi'o ili  Kicked-in-their-Bellies, oni su Vrane–Udareni-u-Trbuh, lutali su bazenom Bighorna u današnjem sjevernom Wyomingu. Njihovi srodnici A'c'araho' ili  Many-Lodges, ponekad i Main Camps nađoše stanište na gornjem Yellowstone i planinama Bighorn.

## Povijest
Vrane su se odcijepili od matičnog plemena, računaju antropolozi, negdje između 1400. i 1500. godine. Jezikoslovci drže da se ovo moralo dogoditi između 900. i 1000. godine, svoje proračune temelje na razlici koje su nastale između jezika crow i matičnih Hidatsa. Sama seoba temelji se na legendi o potrazi za svetim duhanom, kojega je sa svojim sljedbenicima krenuo tražiti No Vitals. Dođe tako do odvajanja od plemena. Poglavica No Vitals (Migration Stories) povede sa sobom oko 400 ljudi i krene pješice na svoju prvu Odiseju, u područje kanadskog Rocky Mountainsa, u sadašnjoj Alberti. Na ovaj put uputile su ga vizije koje je imao, no ne ostvariše se. No Vitals nije pronašao sveti duhan i vratio se kući, na Missouri kako bi doživio nove vizije.  Drugi puta uputio se na područje Bighorn Mountainsa, tu je pronašao sveti dughan (Nicotiana multivalvis i N. quadrivalvis), rastao je u dolinama Bighorna, i njegova malena banda tu se doselila. -Crowi uskoro postadoše nomadski lovci. Oni među prvima postadoše vlasnici konja i poznati trgovci. Konja u Americi nije bilo nekih 10,000 godina, oni ga dobiše negdje 1670.-tih godina, bili su arapske i andaluzijske pasmine, koje su ponovno uveli španjolski konkvistadori. Crowi lijepo žive u novoj domovini, prvog bijelog čovjeka ugledaše tek 1743., točnije braću Verendrye. Godine 1805./6. kroz njihovu zemlju prolazi poznata ekspedicija Lewisa & Clarka. Nešto kasnije (1825.) Crowi potpisuju 'prijateljski ugovor' [Friendship Treaty] sa SAD, a onda katastrofa. Između 1843. i 1845. epidemija boginja, od 8,000 Indijanaca, preživi samo 1,000. Ne daju mira ni Sijuksi, negdje 1850. cijeli Crow-teritorij pod njihovom je opsadom, no uzalud. Vrane odnesoše pobjedu. Sijuksi nemaju mira ni dalje, nekih 14 godina poslije (1864.), udruženi sa Šajenima i Arapahosima pokušaše da zatru Vrane. Desilo se to 7 milja (11 km), sjeverno od današnjeg Pryora u Montani, ipak nisu uspjeli,  Vrane se obraniše. Negdje 1868. Crowi dobiše svoj rezervat na nekadašnjem plemenskom teritoriju, gdje će ostati do danas, a njihove neprijatelje Siouxe čekaju borbe s Custerom. Zadnji ratni indijanski poglavica u SAD-u Joe Medicine Crow preminuo je 3. travnja 2016. godine u 102. godini života.

## Život i običaji Vrana
Vrane, kao i susjedi im Siouxi, Assiniboini, etc. tipični su prerijski lovci na bizone i vješti jahači. Njihova nastamba je kožni tipi ili tepee-šator. Život im se uvijek vrtio oko konja i bizona. Obuća, odjeća, šatori, pokrivači, štitovi, kao i hrana, porijeklom su od bizona. Proces prerade i pripreme hrane prepustili su ženama. Meso se sušilo i pripremalo u pemmican (vidi Assiniboin), trajnu konzervu umotanu u parfleches. Muška odjeća sastojala se od dva para mokasina, pregače, nogavica (leggings) do visine bedara, i košulje što su obično izrađeni od jelenje ili losove kože, te bizonovog ogrtača. Žene nosahu dugačke bezrukavne haljine i mokasine do ispod koljena. 
Vjera Crowa je šamanska. Eva Lips navodi kako njihov batse maxpe pretvara koru drveta u 'konzervirano meso', i liječi se, tako što pljuje na rane od metaka, a one odmah zacjeljuju. Razne moći šamana kod Indijanaca, ali i drugih naroda širom svijeta opće su poznate i znanstveno ne-rastumačene. Duhan je vrlo svet Crow Indijancima, oni su ga dobili da bi mogli pobijediti svoje neprijatelju, sade ga utvrđenim ceremonijalnim običajima. Sun Dance i 'Medicine Bundle' mogu simbolizirati njihovu prerijsku kulturu.

## Struktura društva
Nasljeđe
Vrane su se odvojile od Hidatsa ili Minnetareeja, ali su sačuvali njihovu društvenu strukturu. Klan ili 'rod', kao kaže L. H. Morgan, kod Crowa je ostao isti kao i kod Hidatsa. Porijeklo nasljeđivanja, kao i zabrana stupanja u brak među pripadnicima istog klana, također su isti. Prema informantu Robertu Meldramu, koji je živio 40 godina među Crowima, i govorio i mislio na njihovom jeziku, podaci što je Morgan sakupio od njega trebali bi biti vjerodostojni. Prema Crow-pravilima o nasljeđivanju imovine, imovina što ju je proizvela ili stekla udata žena, prelazi poslije njene smrti na njenu djecu.  Međutim ovdje treba napomenuti, imovina njenog muža pripala bi njegovim klanskim rođacima.  Kod Crowa je bilo i aktova darivanja, gdje također postoje zanimljivi običaji. Osoba kojoj je uručen neki poklon, ako bi umrla, nakon njegove smrti poklon se vraćao klanu grantora, darodavca. U slučaju da bi umro netko tko je dao dar ili poklon, daroprimalac bi morao izvršiti neki čin žaljenja, to je recimo odsijecanje jednog prsta ruke na pokopu. Ako to ne izvrši, poklon mora vratiti klanu umrlog prijatelja.
Klan
Klan je rijetko ne-egzogaman, pa ni Crowi nisu izuzetak. pravilo o nasljeđivanju vrijedi i u nasljeđivanju klanske pripadnosti, ono je matrilinearno, a sistem srodstva kakav Crow imaju nije zastupljen samo kod njih, nego se može naći širom svijeta, ovaj sistem srodstva u stručnoj literaturi i zove se po njima sistem 'crow'. 
Morgan kod Crowa nalazi 13 klanova, to bijahu:
- 1. A-che-pa-be-cha (Prairie Dog; prerijski pas).
- 2. E-sach-ka-buk (Bad Leggins; Loše nogavice).
- 3. Ho-ka-rut-cha (Skunk; tvor).
- 4. Ash bot-chee ah (Treacherous Lodges; Kolibe varalica).
- 5. Ah-shin-na-dg-ah (Lost Lodges; Izgubljene kolibe).
- 6. Ese kep-ka-buk (Bad Honours; Loše počasti).
- 7. Oo-sa-bot-see (Butchers; Kasapini).
- 8. Ah-ha-chick (Moving Lodges; Pokretne kolibe).
- 9. Ship-tet-za (Bear’s Paw Mountain; Planina medvjeđe šape).
- 10. Ash-kane- na (Blackfoot Lodges; Kolibe Crnih Stopala).
- 11. Boo-a da sha (Fish Catchers; Ribolovci).
- 12. 0-hot-du-sha (Antelope; Antilope).
- 13. Pet chale ruh- pa-ka (Raven; Gavran).

Brak i odnosi šegačenja
Crow-brak raširen je i kod brojnih drugih tamošnjih plemena, Morgan ih nalazi u preko 40. Posebno treba obratiti pažnju na sororalnu poliginiju, ženidbom jedne sestre, Crow Indijanac, automatski stječe pravo na sve ostale njezine sestre kada ove dostignu spolnu zrelost. Naravno da to u praksi nije uvijek tako, ali on je ipak imao pravo inzistirati, da to svoje pravo i ostvari. Dužnost je sve te žene bilo prehraniti i uzdržavati,  ovo je glavni razlog što je to u praksi bilo rijetko.
Postoje i posebni običaji tjeranja šege ili šegačenja među pripadnicima drugih klanova, to su sinovi muškaraca iz klana njegova oca, s kojima je on indirektno povezan preko očevog klana, i s njima je u odnosima šegačenja. Često su to uvredljive primjedbe koje se mogu uputiti unakrsnim rođacima, ali se moraju i primiti bez uvrede.

## Vanjske poveznice
- CROW INDIANS
- Crow Indian Tribe
- The Crow Indians Dupe the Railroad  Arhivirana inačica izvorne stranice od 7. svibnja 2006. (Wayback Machine)
- About Crow Indian Horses  Arhivirana inačica izvorne stranice od 22. svibnja 2006. (Wayback Machine)
- The Crow People  Arhivirana inačica izvorne stranice od 4. ožujka 2016. (Wayback Machine)
- Indigenous Peoples of The World - The Crow  Arhivirana inačica izvorne stranice od 17. prosinca 2005. (Wayback Machine)
- Crow Animal Words
- The Crow Nation